# Volkspark Westerhüsen

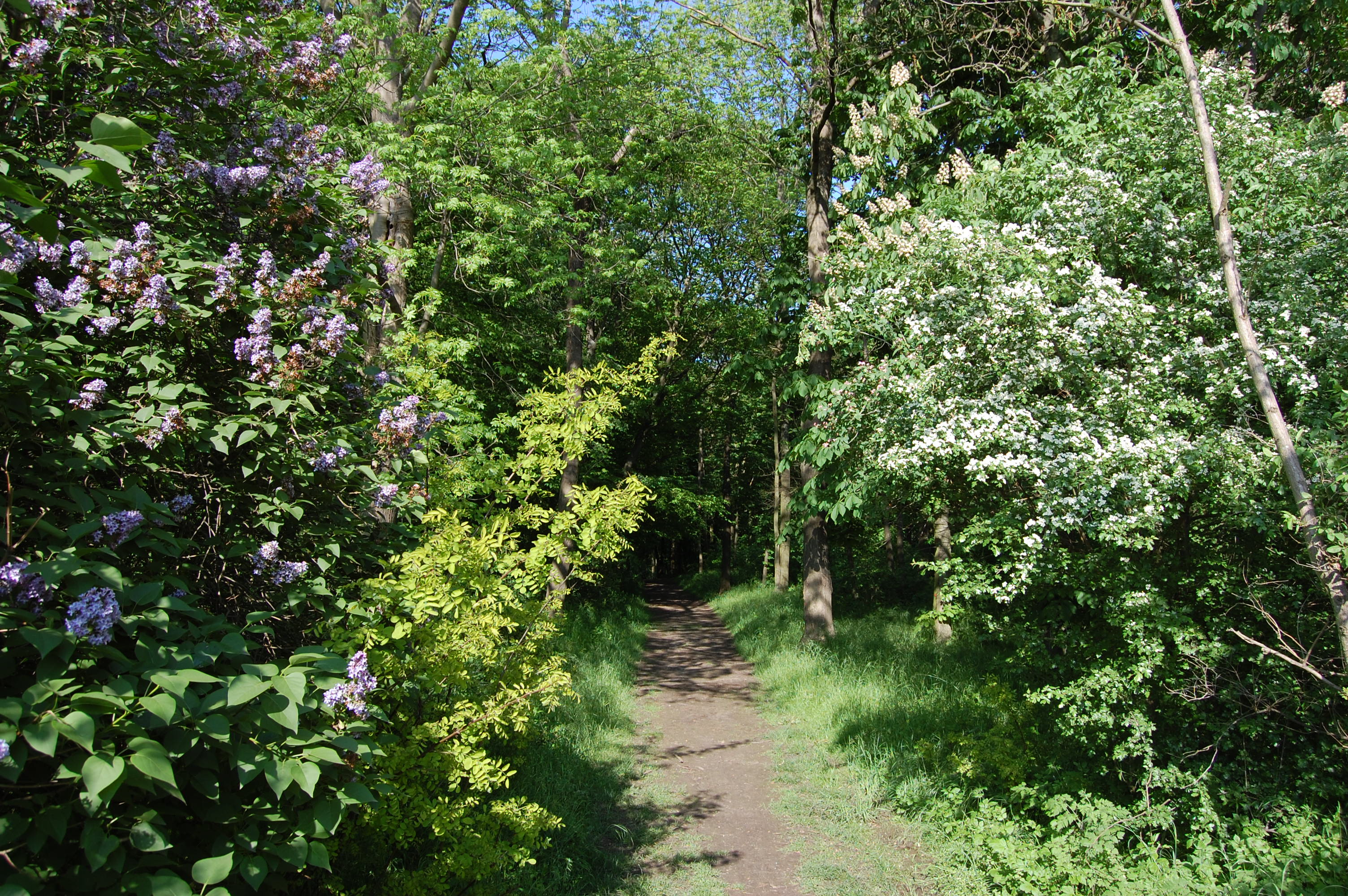
Volkspark Westerhüsen, westlicher Zugang von der Straße Am Wellenberge

Der Volkspark Westerhüsen ist eine öffentliche Parkanlage der Stadt Magdeburg im Stadtteil Westerhüsen.

## Anlage
Die Parkanlage hat eine Größe von ca. 20 Hektar und erstreckt sich entlang der Wellenberge. Innerhalb des Parks, am Fuße des Hangs der Wellenberge, entspringt eine jedoch nur wenig ergiebige Quelle. Da verhältnismäßig wenig pflegerische Eingriffe stattfanden, hat der Park heute eher den Charakter eines Waldes.

## Geschichte
Auf dem Gelände befand sich ursprünglich eine Kiesgrube der Glashütte Westerhüsen. Die Stadt Magdeburg erwarb dann 140 Morgen mit der Absicht, diese als Friedhof zu nutzen. Zu diesem Zeitpunkt war eine Erweiterung der Stadt nach Süden, bei gleichzeitiger Eingemeindung der Stadt Schönebeck, geplant. Zu dieser Erweiterung kam es jedoch nicht, so dass auch kein Bedarf an einem Friedhof dieser Größe bestand. Mit der Eingemeindung Diesdorfs wurde der Westfriedhof als neuer Großfriedhof Magdeburgs geschaffen. In Westerhüsen wurde lediglich ein kleiner Teilbereich von 3,7 Hektar als Friedhof Westerhüsen in Nutzung genommen. Noch 1918 war das gesamte Gebiet völlig baumfrei. Einige Werksangehörige der Glashütte hatten noch einige Zeit Ackerflächen zur privaten Nutzung vor allem als Kartoffelacker gepachtet. Letztlich beschloss die Stadt Magdeburg die Anpflanzung eines Mischwaldes. 
Für die Gestaltung des Areals zu einem Park setzte sich der auch in der Kommunalpolitik aktive Westerhüser Süßwarenfabrikanten Robert Hohmann ein. Otto Metze, Gärtnermeister aus Westerhüsen, entwarf und errichtete den Park. Er pflanzte einheimische Baumarten und legte Sitzplätze und Wege an.
Am 1. Mai 1934, eine andere aber wohl unzutreffende Angabe nennt den 1. Mai 1933, wurde das nicht benötigte Gelände als Volkspark Westerhüsen der Öffentlichkeit übergeben. Das Parkgelände wurde mit einem 1,80 m hohen Maschendrahtzaun umgeben. Der ursprünglich einmal geplante Bau eines Aussichtsturms am höchsten Punkt des Geländes wurde jedoch nicht umgesetzt. Von 1939 bis 1945 war der Volkspark für die Bevölkerung gesperrt. Nördlich des Parks bestand das Zwangsarbeiterlager Diana. Der Park verwilderte.
Nach Ende des Zweiten Weltkrieges rief die Nationale Front im Jahr 1950 zu freiwilligen Arbeitseinsätzen im Park auf. Es entstand der neue Hauptweg vom Friedhof durch den Volkspark. Darüber hinaus wurde das Wegenetz erweitert und Bänke aufgestellt oder ausgebessert.
Nach der politischen Wende des Jahres 1989 wurde zentral im Park ein kleiner Spielplatz angelegt. Dieser existiert seit 2018 nicht mehr.